# 500 miles de Silverstone FIA GT 1999
Navigation
Édition précédente Édition suivante
Les 500 miles de Silverstone 1999 FIA GT, disputées le 9 mai 1999 sur le circuit de Silverstone, est la deuxième manche du championnat FIA GT 1999.

## Course

### Classement de la course
Classement à l'issue de la course (vainqueurs de catégorie en gras), :
| Pos.   | N° | Écurie                      | Pilotes                                                    | Châssis                   | Pneus | Tours |
| Pos.   | N° | Écurie                      | Pilotes                                                    | Moteur                    | Pneus | Tours |
| ------ | -- | --------------------------- | ---------------------------------------------------------- | ------------------------- | ----- | ----- |
| 1      | 1  | Chrysler Viper Team Oreca   | Olivier Beretta Karl Wendlinger                            | Chrysler Viper GTS-R      | M     | 157   |
| 1      | 1  | Chrysler Viper Team Oreca   | Olivier Beretta Karl Wendlinger                            | Chrysler 8.0L V10         | M     | 157   |
| 2      | 2  | Chrysler Viper Team Oreca   | Jean-Philippe Belloc David Donohue Justin Bell             | Chrysler Viper GTS-R      | M     | 157   |
| 2      | 2  | Chrysler Viper Team Oreca   | Jean-Philippe Belloc David Donohue Justin Bell             | Chrysler 8.0L V10         | M     | 157   |
| 3      | 33 | GLPK Racing                 | Vincent Vosse Didier Defourny Marc Duez                    | Chrysler Viper GTS-R      | D     | 155   |
| 3      | 33 | GLPK Racing                 | Vincent Vosse Didier Defourny Marc Duez                    | Chrysler 8.0L V10         | D     | 155   |
| 4      | 19 | Chamberlain Motorsport      | Christian Vann Christian Gläsel Hans Hugenholtz            | Chrysler Viper GTS-R      | M     | 154   |
| 4      | 19 | Chamberlain Motorsport      | Christian Vann Christian Gläsel Hans Hugenholtz            | Chrysler 8.0L V10         | M     | 154   |
| 5      | 3  | Roock Racing                | Claudia Hürtgen Stéphane Ortelli                           | Porsche 911 GT2           | Y     | 154   |
| 5      | 3  | Roock Racing                | Claudia Hürtgen Stéphane Ortelli                           | Porsche 3.6L Turbo Flat-6 | Y     | 154   |
| 6      | 15 | Freisinger Motorsport       | Michel Ligonnet Wolfgang Kaufmann                          | Porsche 911 GT2           | D     | 152   |
| 6      | 15 | Freisinger Motorsport       | Michel Ligonnet Wolfgang Kaufmann                          | Porsche 3.6L Turbo Flat-6 | D     | 152   |
| 7      | 21 | Paul Belmondo Racing        | Paul Belmondo Claude Yves-Gosselin Marc Rostan             | Chrysler Viper GTS-R      | D     | 151   |
| 7      | 21 | Paul Belmondo Racing        | Paul Belmondo Claude Yves-Gosselin Marc Rostan             | Chrysler 8.0L V10         | D     | 151   |
| 8      | 30 | BVB                         | Geoff Lister Max Beeverbroock                              | Porsche 911 GT2           | D     | 150   |
| 8      | 30 | BVB                         | Geoff Lister Max Beeverbroock                              | Porsche 3.6L Turbo Flat-6 | D     | 150   |
| 9      | 77 | Seikel Motorsport           | Ernst Palmberger Nigel Smith Richard Nearn                 | Porsche 911 GT2           | D     | 149   |
| 9      | 77 | Seikel Motorsport           | Ernst Palmberger Nigel Smith Richard Nearn                 | Porsche 3.6L Turbo Flat-6 | D     | 149   |
| 10     | 69 | Proton Competition          | Gerold Ried Christian Ried Patrick Vuillaume               | Porsche 911 GT2           | Y     | 147   |
| 10     | 69 | Proton Competition          | Gerold Ried Christian Ried Patrick Vuillaume               | Porsche 3.6L Turbo Flat-6 | Y     | 147   |
| 11     | 24 | RWS Motorsport              | Horst Felbermayr, Sr. Horst Felbermayr, Jr.                | Porsche 911 GT2           | ?     | 147   |
| 11     | 24 | RWS Motorsport              | Horst Felbermayr, Sr. Horst Felbermayr, Jr.                | Porsche 3.6L Turbo Flat-6 | ?     | 147   |
| 12     | 31 | Sunauto                     | Jean-Pierre Jarier François Lafon Michel Neugarten         | Porsche 911 GT2           | P     | 145   |
| 12     | 31 | Sunauto                     | Jean-Pierre Jarier François Lafon Michel Neugarten         | Porsche 3.6L Turbo Flat-6 | P     | 145   |
| 13     | 6  | Konrad Motorsport           | Franz Konrad Mike Hezemans                                 | Porsche 911 GT2           | D     | 141   |
| 13     | 6  | Konrad Motorsport           | Franz Konrad Mike Hezemans                                 | Porsche 3.6L Turbo Flat-6 | D     | 141   |
| 14 DNF | 9  | Haberthur Racing            | Stefano Bucci Andrea Garbagnati Mauro Casadei              | Porsche 911 GT2           | D     | 138   |
| 14 DNF | 9  | Haberthur Racing            | Stefano Bucci Andrea Garbagnati Mauro Casadei              | Porsche 3.6L Turbo Flat-6 | D     | 138   |
| 15 DNF | 18 | Chamberlain Motorsport      | Ni Amorim Will Hoy Toni Seiler                             | Chrysler Viper GTS-R      | M     | 123   |
| 15 DNF | 18 | Chamberlain Motorsport      | Ni Amorim Will Hoy Toni Seiler                             | Chrysler 8.0L V10         | M     | 123   |
| 16 DNF | 8  | Haberthur Racing            | Luca Cappellari Angelo Zadra Patrice Goueslard             | Porsche 911 GT2           | D     | 122   |
| 16 DNF | 8  | Haberthur Racing            | Luca Cappellari Angelo Zadra Patrice Goueslard             | Porsche 3.6L Turbo Flat-6 | D     | 122   |
| 17 DNF | 16 | Freisinger Motorsport       | Manfred Jurasz Luis Marques                                | Porsche 911 GT2           | D     | 94    |
| 17 DNF | 16 | Freisinger Motorsport       | Manfred Jurasz Luis Marques                                | Porsche 3.6L Turbo Flat-6 | D     | 94    |
| 18 DNF | 5  | Roock Sportsystem           | Michael Eschmann Paul Hulverscheid                         | Porsche 911 GT2           | Y     | 90    |
| 18 DNF | 5  | Roock Sportsystem           | Michael Eschmann Paul Hulverscheid                         | Porsche 3.6L Turbo Flat-6 | Y     | 90    |
| 19 DNF | 25 | Lister Cars                 | Julian Bailey Tiff Needell Bobby Verdon-Roe (en)           | Lister Storm              | M     | 80    |
| 19 DNF | 25 | Lister Cars                 | Julian Bailey Tiff Needell Bobby Verdon-Roe (en)           | Jaguar 7.0L V12           | M     | 80    |
| 20 DNF | 4  | Roock Racing                | André Ahrlé Hubert Haupt                                   | Porsche 911 GT2           | Y     | 42    |
| 20 DNF | 4  | Roock Racing                | André Ahrlé Hubert Haupt                                   | Porsche 3.6L Turbo Flat-6 | Y     | 42    |
| 21 DNF | 32 | Roock Sportsystem           | Raffaele Sangiuolo Hugh Price John Robinson                | Porsche 911 GT2           | Y     | 41    |
| 21 DNF | 32 | Roock Sportsystem           | Raffaele Sangiuolo Hugh Price John Robinson                | Porsche 3.6L Turbo Flat-6 | Y     | 41    |
| 22 DNF | 23 | Werner Paul Belmondo Racing | Philippe Auvray Francis Werner Jacques Piattier            | Porsche 911 GT2           | D     | 13    |
| 22 DNF | 23 | Werner Paul Belmondo Racing | Philippe Auvray Francis Werner Jacques Piattier            | Porsche 3.6L Turbo Flat-6 | D     | 13    |
| 23 DNF | 78 | Seikel Motorsport           | Renato Mastropietro (en) Paolo Zanichelli Claudio Padovani | Porsche 911 GT2           | D     | 0     |
| 23 DNF | 78 | Seikel Motorsport           | Renato Mastropietro (en) Paolo Zanichelli Claudio Padovani | Porsche 3.6L Turbo Flat-6 | D     | 0     |